# رضا وطنخواه
رضا وطنخواه، من مواليد العاصمة الإيرانية طهران بتاريخ 8 فبراير 1947م، وهو لاعب كرة قدم معتزل ومركزه لاعب وسط، شارك مع نادي برسبوليس ونادي شاهين، ولعب مع منتخب بلاده مبارتين فقط، كما عين مدرباً مؤقتاً لمنتخب بلاده سنة 1989م.